# Jake Epstein
Pour les articles homonymes, voir Epstein.
Jacob Lee Epstein, crédité sous le nom Jake Epstein, est un acteur canadien né le 16 janvier 1987 à Toronto, Ontario, Canada. Il est surnommé Yakov. Il réside actuellement à Toronto.

## Filmographie

### Cinéma
- 2008 : Charlie Bartlett :  Dustin Lauderbach
- 2009 : Love Letter from an Open Grave

### Télévision
- 1999 : Real Kids, Real Adventures, série télévisée - épisode 23
- 1999 : Ricky's Room, série télévisée
- 2000 : Chasseurs de vampire (Mom's Got a Date with a Vampire), téléfilm
- 2000 : Quints (téléfilm) : Brad
- 2001 : Mystère Zack : Cam Dunleavy
- 2002 - 2009 : Degrassi : La Nouvelle Génération : Craig Manning
- 2003 : Eleventh Hour : Jacob McGibbon
- 2004 : Crown Heights (téléfilm) :
- 2005 : Radio Free Roscoe : Jackson Torrance
- 2006 : Angela's Eyes : Brad
- 2008 : Degrassi Spring Break Movie (téléfilm)
- 2008 : Paradise Falls : Jim
- 2009 : Degrassi Goes Hollywood (téléfilm)
- 2017 : Designated Survivor : Chuck Russink
- 2018 : Soupçon de magie : Brad
- 2018 : Suits : Brian Altman
- 2019 : Pas de plan pour Noël (A Storybook Christmas) (téléfilm) : Taylor
- 2019 : Prête-moi ta main à Noël (Mistletoe and Menorahs) (téléfilm) : Jonathan Silver
- 2020 : Star Trek: Discovery: Docteur Attis
- 2020 : Noël à Mapple Creek : Carter
- 2021 : Mes chers voisins (téléfilm) : Ben
- 2022 : Umbrella Academy : Alphonso Hargreeves alias « Numéro 4 » (saison 3)
- 2022 - 2023 : The Hardy Boys : Adrian Munder (saison 2 et 3)